# 婆婆纳
婆婆纳（学名：Veronica didyma）是一种车前草科植物，也称“双肾草”。

## 形态
一年至二年生草本，有短柔毛。有蓝、白、粉三种颜色。茎自基部分枝，下部匍匐地面。三角状圆形或近圆形的叶子在茎下部对生，上部互生，边缘有圆齿。早春开紫红色小花，单生于苞腋。果期3－5月。 

## 分布
中国各地普遍野生；欧洲及亚洲温带、亚热带地区均有分布。